# Christiane Chauviré
Pour les articles homonymes, voir Barrès et Chauviré.
Christiane Chauviré, née Barrès le 30 octobre 1945 à Lyon, est une philosophe française, spécialiste de Charles Sanders Peirce et de Ludwig Wittgenstein, sur lesquels elle a publié une vingtaine d'ouvrages.

## Biographie
Christiane Barrès intègre en 1965 l'École normale supérieure de jeunes filles où elle suit les cours de Claude Imbert et de Jules Vuillemin et, à l'École normale supérieure (Ulm) , ceux de Jacques Bouveresse. Après avoir obtenu l'agrégation de philosophie, elle soutient à l'université  Paris I une thèse de troisième cycle sur Il Saggiatore ( L'Essayeur ) de Galilée (1975), puis une thèse d'État sur Charles Sanders Peirce (1988), avant de se tourner vers l'étude approfondie de Ludwig Wittgenstein. 
Après avoir enseigné aux  universités de Franche-Comté et de Nantes, elle est élue en 1995 à l'université Paris I, où elle anime avec Sandra Laugier le séminaire « Mental et Social » pendant quinze ans, poursuivi à partir de 2010 par un séminaire avec Sandra Laugier et Pierre Fasula sur des thèmes qui se rattachent à Wittgenstein. 
Elle est la créatrice d'EXeCo (aujourd'hui composante de l'UMR "Institut de recherches juridique et philosophique de la Sorbonne") et a fondé la composante « philosophie contemporaine » du Master de philosophie de Paris I.
Défendant une philosophie de l'esprit et du langage d'inspiration wittgensteinienne, elle travaille à partir de 2011 sur l'ancrage pragmatiste de la seconde philosophie de Wittgenstein. 
Elle a collaboré à la revue Critique pendant quarante ans.
Elle publie en janvier 2022 une nouvelle traduction du Tractatus logico-philosophicus de Wittgenstein avec Sabine Plaud, présenté dans une édition critique.

### Ouvrages
- Wittgenstein, collection Les Contemporains, no 5, Paris, Éd. du Seuil, 1989 [Prix Rhône-Alpes de l'essai, 1989]. Disponible sur Gallica. Traduit en japonais, néerlandais et brésilien. Réédité par les Éditions Nous, Paris, 2019.
- Hofmannsthal et la métamorphose : variations sur l’opéra, collection Tiré à part, Combas, Éd. de l'Éclat, 1991. Traduit en brésilien.
- Ludwig Wittgenstein : Leçons et conversations, collection Folio essais, Gallimard, 1992. Présentation de cinquante pages.
- Peirce et la signification : introduction à la logique du vague, Paris, PUF, 1995[4],[5]. Disponible sur Gallica.
- La philosophie dans la boîte noire : cinq pièces faciles sur Wittgenstein, Kimé, 2000.
- Wittgenstein : les mots de l’esprit : philosophie de la psychologie, coédité avec S. Laugier et J. J. Rosat, Vrin, 2001[6],[7].
- Le vocabulaire de Wittgenstein (avec Jérôme Sackur), Paris, Ellipses, 2003.
- Le vocabulaire de Bourdieu (avec Olivier Fontaine), Paris, Ellipses, 2003.
- Voir le visible : la seconde philosophie de Wittgenstein, Paris, PUF, 2003.
- La régularité, Raisons Pratiques, coédité avec A. Ogien, Paris, Éd. de l’EHEESS, 2003[8].
- Le grand miroir : essais sur Peirce et sur Wittgenstein, collection Annales de l’université de Franche-Comté, no 767 Besançon, 2004 [recueil d'articles publiés entre 1979 et 1992].
- Le moment anthropologique de Wittgenstein, Paris, Kimè, 2004[9].
- Lire les recherches philosophiques de Wittgenstein, coédité avec S. Laugier, Paris, Vrin, 2006.
- Dynamiques de l'erreur, coédité avec Louis Quéré et Albert Ogien, Paris, Éditions de l'EHESS, 2008.
- William James : Psychologie et cognition, (coédité avec Claude Debru et Mathias Girel), Paris, Pétra, 2008.
- L’œil mathématique : essai sur la philosophie mathématique de Peirce, Paris, Vrin, 2008[10].
- L'immanence de l'ego, Paris, PUF, 2009[11],[12].
- Lire le Tractatus logico-philosophicus de Wittgenstein, Paris, Vrin, 2009[13].
- Wittgenstein en héritage, Paris, Kimé, 2010.
- Dictionnaire Bourdieu, (avec S. Chevallier), Paris, Ellipses, 2010. Traduit en arabe et en espagnol.
- Wittgenstein : expériences, (avec L. Ucciani), Revue philosophique des PUFC, 2010.
- Wittgenstein et les questions du sens, L'art du comprendre, no 20, 273 p., 2011.
- Lectures de Wittgenstein, (coédité avec Sabine Plaud), Paris, Ellipses, 2012.
- Wittgenstein and Pragmatism, (coédité avec Sabine Plaud), EJPAP, 2012.
- Le mental et le social, (coédité avec Bruno Ambroise), Paris, Éd. de l'EHESS, 2013.
- Comprendre l'art. L'esthétique de Wittgenstein, Paris, Kimè, 2016[14].
- Dossier Whitehead, l'aventure et le monde (co-édité avec Vincent Berne), Archives de philosophie, Paris, 2023.

### Traductions
- L'Essayeur de Galilée, [introd., trad. et notes par] Christiane Chauviré, Annales littéraires de l'Université de Besançon, no 234, Paris, Les Belles Lettres, 1979 [version revue et corrigée d'une thèse de 3e cycle en philosophie soutenue à l'université de Paris I en 1975].
- David Pears, La Pensée-Wittgenstein : du « Tractatus » aux « Recherches philosophiques » [The False Prison], collection Aubier philosophie, Paris, Aubier, 1993.
- Le Manifeste du Cercle de Vienne et autres écrits, trad. Collective, A. Soulez éd., PUF, 1985; rééd. Vrin, 2010.
- Charles Sanders Peirce, Le raisonnement et la logique des choses : les conférences de Cambridge (1898), trad. En collaboration avec Pierre Thibaud , collection Passages, Paris, Éd. du Cerf, 1995.
- Les Dictées de Wittgenstein à Waismann et pour Schlick, vol. I, A. Soulez éd., PUF, 1997. Rééditées par Vrin, 2015.
- Wittgenstein, Tractatus logico-philosophicus, traduction, introduction et notes, avec Sabine Plaud, GF, 2022.